# Стенешть (комуна, Горж)
Стенешть, Стенешті (рум. Stănești) — комуна у повіті Горж в Румунії. До складу комуни входять такі села (дані про населення за 2002 рік):
- Алексень (287 осіб)
- Белань (105 осіб)
- Вайдей (108 осіб)
- Веларі (163 особи)
- Келешть (262 особи)
- Курпен (759 осіб)
- Мезерой (76 осіб)
- Обрежа (130 осіб)
- Пирвулешть (98 осіб)
- Стенешть (713 осіб)

Комуна розташована на відстані 237 км на захід від Бухареста, 9 км на північ від Тиргу-Жіу, 98 км на північний захід від Крайови.

## Населення
За даними перепису населення 2002 року у комуні проживала 2701 особа.
Національний склад населення комуни:
| Національність | Кількість осіб | Відсоток |
| -------------- | -------------- | -------- |
| румуни         | 2699           | 99,9%    |
| угорці         | 1              | < 0,1%   |
| серби          | 1              | < 0,1%   |

Рідною мовою назвали:
| Мова      | Кількість осіб | Відсоток |
| --------- | -------------- | -------- |
| румунська | 2699           | 99,9%    |
| угорська  | 1              | < 0,1%   |
| сербська  | 1              | < 0,1%   |

Склад населення комуни за віросповіданням:
| Релігія                                       | Кількість осіб | Відсоток |
| --------------------------------------------- | -------------- | -------- |
| православні                                   | 2690           | 99,6%    |
| греко-католики                                | 4              | 0,1%     |
| римо-католики                                 | 3              | 0,1%     |
| п'ятдесятники                                 | 1              | < 0,1%   |
| адвентисти                                    | 1              | < 0,1%   |
| лютерани (Синодально-пресвітеріанська церква) | 1              | < 0,1%   |

## Зовнішні посилання
- Дані про комуну Стенешть на сайті Ghidul Primăriilor [Архівовано 4 липня 2009 у Wayback Machine.]